# Wilberforce
|  | Per a altres significats, vegeu «William Wilberforce». |

Wilberforce és una concentració de població designada pel cens dels Estats Units a l'estat d'Ohio. Segons el cens del 2000 tenia 1.579 habitants.

## Demografia
Segons el cens del 2000, Wilberforce tenia 1.579 habitants, 189 habitatges, i 133 famílies. La densitat de població era de 197,3 habitants/km².
Dels 189 habitatges en un 26,5% hi vivien nens de menys de 18 anys, en un 56,1% hi vivien parelles casades, en un 9% dones solteres, i en un 29,6% no eren unitats familiars. En el 28,6% dels habitatges hi vivien persones soles el 17,5% de les quals corresponia a persones de 65 anys o més que vivien soles. El nombre mitjà de persones vivint en cada habitatge era de 2,57 i el nombre mitjà de persones que vivien en cada família era de 3,14.
Per edats la població es repartia de la següent manera: un 7,8% tenia menys de 18 anys, un 69,5% entre 18 i 24, un 9,4% entre 25 i 44, un 7,4% de 45 a 60 i un 5,9% 65 anys o més.
L'edat mediana era de 21 anys. Per cada 100 dones de 18 o més anys hi havia 89,8 homes.
La renda mediana per habitatge era de 31.641 $ i la renda mediana per família de 39.038 $. Els homes tenien una renda mediana de 4.706 $ mentre que les dones 23.906 $. La renda per capita de la població era de 10.483 $. Cap de les famílies i el 6,5% de la població estaven per davall del llindar de pobresa.

## Poblacions més properes
El següent diagrama mostra les poblacions més properes.